# Serra de Salló
La Serra de Salló  és una serra situada al municipi de Lles de Cerdanya, a la comarca de la Baixa Cerdanya, amb una elevació màxima de 2.004 metres.